# Władimir Szuwałow
Władimir Konstantinowicz Szuwałow, ros. Владимир Константинович Шувалов (ur. 3 października 1946 w Moskwie, zm. 8 lutego 2019 tamże) – radziecki pływak.

## Życiorys
Władimir Szuwałow urodził się 3 października 1946 roku w Moskwie w ZSRR. Po raz pierwszy wystąpił w 1964 roku na Letnich Igrzyskach Olimpijskich w Tokio w Japonii, zdobywając czwarte miejsce w sztafecie 4 × 100 metrów stylem zmiennym oraz szóste miejsce w sztafecie 4 × 100 metrów stylem dowolnym.
W 1966 roku pojawił się na Mistrzostwach Europy w Pływaniu w Utrechtcie w Holandii, zdobywając srebrny medal w sztafecie 4 × 100 metrów stylem dowolnym. Między 1963, a 1966 rokiem ustanowił dwanaście krajowych rekordów w konkurencjach na 100 metrów i w sztafecie 4 × 100 metrów stylem dowolnym oraz 200 metrów i w sztafecie 4 × 100 metrów stylem zmiennym.